# Bettadavarehundi, Heggadadevankote
Bettadavarehundi là một làng thuộc tehsil Heggadadevankote, huyện Mysore, bang Karnataka, Ấn Độ.